# Reuven Amitai
Reuven Amitai-Preiss (Filadelfia, 23 agosto 1955) è un orientalista statunitense di cultura ebraica.

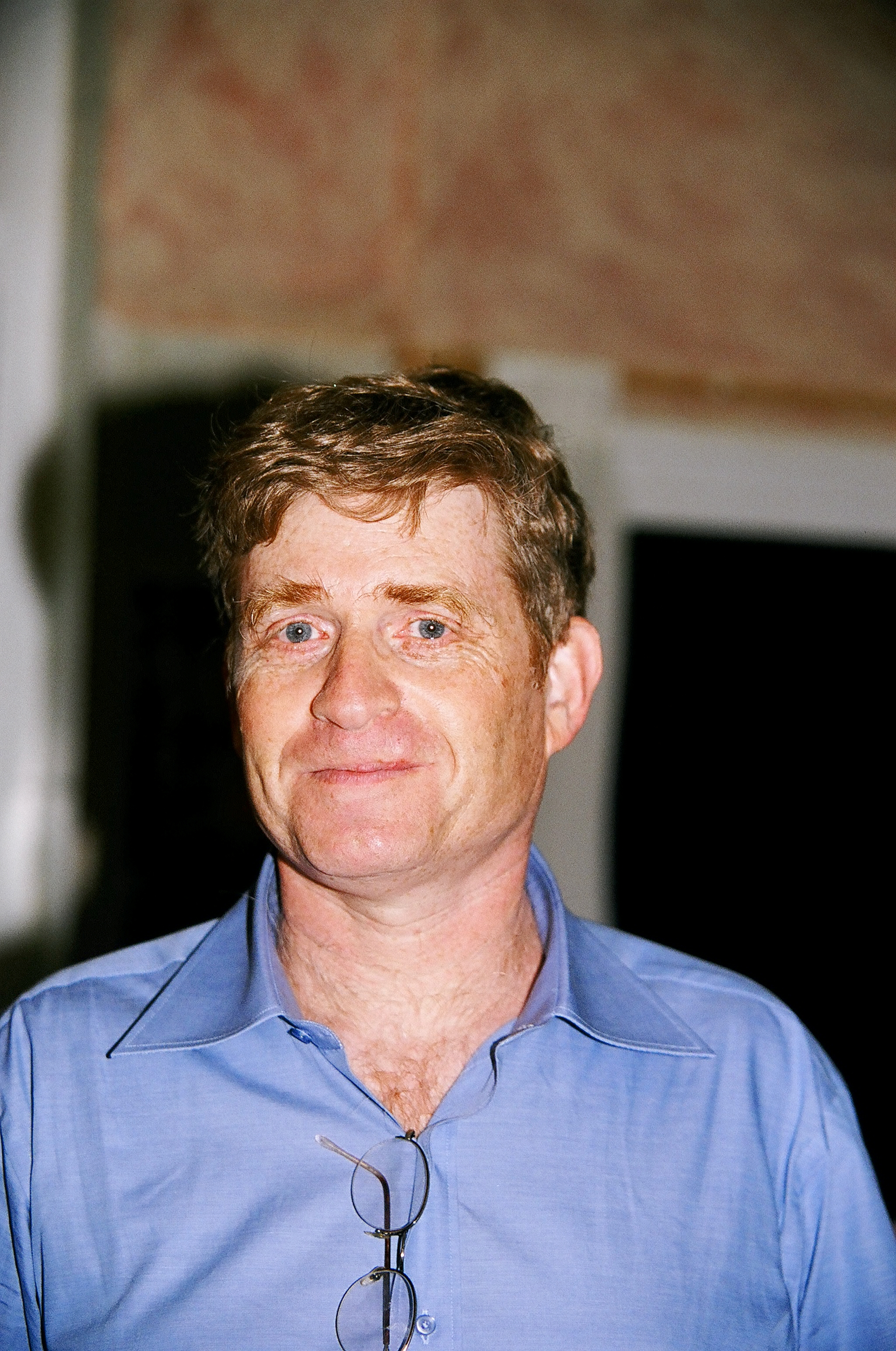
Reuven Amitai-Preiss

Storico del mondo islamico pre-moderno, specializzato sulla storia della Siria e della Palestina del periodo mamelucco. verso i 21 anni si è trasferito in Israele come professore di Storia nell'Università Ebraica di Gerusalemme. Nel 2012 è diventato Preside della Facoltà di Umanistica (Dean of the Faculty of Humanities).

## Biografia
Amitai ha studiato nell'University of Pennsylvania e nel 1976 ha effettuato la sua aliyah in Israele, con l'intenzione di vivere e lavorare in un kibbutz mentre avrebbe proseguito i suoi studi sul Vicino Oriente, essenzialmente islamico. Ha lavorato per sei anni nel kibbutz prescelto come saldatore, per poi decidere di tornare a tempo pieno ai suoi studi accademici.
Si è iscritto nell'Università Ebraica di Gerusalemme dove ha poi conseguito la laurea e il Dottorato di ricerca sulla storia dell'Islam, specialmente sul periodo delle Crociate, sui Mamelucchi e sull'Impero mongolo, nell'arco temporale che dall'XI arriva al XVI secolo. Ha trascorso un anno accademico come visiting fellow nella Princeton University nel 1990-1991, e presso il St Antony's College di Oxford nel 1996-1997.
Tornando nel suo Ateneo gerosolimitano, è diventato docente e poi Direttore del Department of Islamic and Middle Eastern Studies nel periodo 1997–2001, e Direttore per due mandati del The Institute of Asian and African Studies, nel 2001–2004 e nel 2008–2010. Verso il 2005 è diventato Direttore del Nehemia Levtzion Center for Islamic Studies, il cui fine è quello d'incoraggiare la ricerca e l'attività pubblica concernenti gli studi islamici.

## Opere scelte

### Libri
- Amitai-Preiss, Reuven, Mongols and Mamluks: The Mamluk-Îlkhânid War, 1260–1281, Cambridge, UK; New York, USA, Cambridge University Press, 1995, ISBN 978-0-521-46226-6.

### Articoli
- "The Conversion of Tegüder Ilkhan to Islam", su: Jerusalem studies in Arabic and Islam XXV (2001), pp. 15–43
- "In the Aftermath of 'Ayn Jâlût: The Beginnings of the Malmûk-Îlkhânid Cold War", su: Al-Masaq 10 (1990), pp. 1–21
- "Mamluk Perceptions of the Mongol-Frankish Rapprochement", su Mediterranean Historical Review 7 (1992), pp. 50–65
- "A Fourteenth-Century Mamluk Inscription from Rural Palestine", su: Israel Exploration Journal 44 (1994), pp. 234–242
- Theresa Fitzherbert & Julian Raby (a cura di), New material from the Mamluk sources for the biography of Rashid al-Din, in The Court of the Il-khans, 1290-1340, Oxford & New York, Oxford University Press, 1996,  pp. 23-37.
- "Ghazan, Islam, and Mongol tradition: a View from the Mamluk Sultanate", su: Bulletin of the School of Oriental and African Studies 54 (1996), pp. 1–10
- "A Note on a "Mamlûk" Drum from Bethsaida", su: Israel Exploration Journal 47 (1997), pp. 113–116
- "Mongol Raids into Palestine (AD 1260 and 1300)", su: Journal of the Royal Asiatic Society 2 (1987), pp. 236–255 (jstor = 25212151, Cambridge, UK; New York, USA, Cambridge University Press)
- Gervers, Michael; Powell, James M. (a cura di), Edward of England and Abagha Ilkhan: A reexamination of a failed attempt at Mongol-Frankish Cooperation, in Tolerance and Intolerance: Social Conflict in the Age of the Crusades, Syracuse, NY, USA, Syracuse University Press, 2001,  pp. 75-82, ISBN 978-0-8156-2869-9.
- Nicola Di Cosmo (a cura di), Whither the Ilkhanid Army? Ghazan's First Campaign into Syria (1299–1300), in Warfare in Inner Asian History (500-1800), Leiden-Boston-Köln, Brill, 2002.
- "'Ayn Jalût Revisited", su: Tarih 2 (1992), pp. 119–150
- "An Exchange of Letters in Arabic between Abaya Îlkhân and Sultan Baybars (A.H. 667/A.D. 1268-69)", su: Central Asiatic Journal 38/1 (1994), pp. 11–33
- Morgan, David; Amitai-Preiss, Reuven (a cura di), Mongol Imperial Ideology and the Îlkhânid War aigainst the Mamlûks, in The Mongol Empire and its Legacy, Leiden, The Netherlands, Brill, 1999, ISBN 978-90-04-11048-9.
- Amalia Levanoni & Michael Winter (a cura di), The Mongol Occupation of Damascus in 1300: A Study of Mamluk Loyalties, in The Mamluks in Egyptian and Syrian Politics and Society, Leiden-Köln-Boston, Brill, 2004,  pp.  21.–39.
- John Prior, The Logistics of the Mongol-Mamlûk War, with Special Reference to the Battle of Wâdî'l-Khaznadâr, 1299 C.E., in Logistics of Warfare in the Age of Crusades, Ashgate Publishing Compagny, Ashgate, University of Sydney, 2006  [2002],  pp. 25-42.